# Josef Coenen

Josef Coenen um 1920

Peter Josef Coenen (* 30. März 1885 in Köln; † 24. Dezember 1965 in München) war ein deutscher Schauspieler, Regisseur und Filmarchitekt.

## Leben und Wirken
Der Sohn des Schreinermeisters Philipp Coenen und dessen Frau Christine geb. Hamacher hatte seine Schauspielausbildung in den Jahren 1904 bis 1906 bei Fritz Odemar senior erhalten und begann noch in dieser Zeit (1905/06) am Stadttheater seiner Heimat Köln zu arbeiten. Weitere Bühnenstationen waren Essen (1907/08) und Koblenz (1908/09), ehe er 1909 nach Berlin ging, wo er am Nollendorftheater, an den Vaterländischen Schauspielen und am Theater des Westens wirkte.
Ab 1912 war Coenen als Darsteller und Regisseur bei der Karl Werner Film Berlin/Köln tätig, später wechselte er zur Lloyd-Film, Greenbaum-Film und Decla. Mehrfach besorgte er auch die Filmbauten. 1917 leistete er Kriegsdienst, im Jahr darauf ging er mit den Vaterländischen Schauspielen auf Theatertournee. Nach Kriegsende inszenierte er etliche Filme für die Decla, u. a. mit Carola Toelle in der Hauptrolle. Zwischen 1922 und 1929 besaß Josef Coenen in München eine eigene Produktionsfirma. Ferner arbeitete er als Dramaturg für die UFA und die Filmgesellschaften von Peter Ostermayr. 1929 führte ihn eine Verpflichtung nach Paris (Perret Picture).
Der Übergang zum Tonfilm misslang Coenen, nicht zuletzt aus gesundheitlichen Gründen. In den frühen 1930er Jahren war er als Regisseur und Schauspieler mit einer Theaterrevue unterwegs. 1935 wurde er von Léonce Perret kurz vor dessen Tod als Co-Regisseur für Dreharbeiten in Wien engagiert, danach geriet Coenen in finanzielle Schwierigkeiten und beantragte Unterstützung bei der NS-Stiftung „Künstlerdank“. 1940 war er Mitglied der Revuen von Carl Napp, später unternahm er Wehrmachtstourneen im Rahmen der Truppenbetreuung.
Seinen Lebensabend verbrachte Josef Coenen bei seinem 1919 geborenen Sohn in München. Er starb an Heiligabend 1965 im Städtischen Krankenhaus Am Biederstein.
Von 1916 bis 1923 war Coenen mit der Schauspielerin Amalie Strangl (Künstlername: Mely Lagarst) verheiratet. 1924 ging er mit Erna Donat seine zweite Ehe ein.

## Filmografie (Auswahl)

### Darsteller
- 1913: Weihnachtsfreud und -leid
- 1913: Die Jagd nach der Hundertpfundnote
- 1913: Das Teufelsloch
- 1913: Raum ist in der kleinsten Hütte
- 1913: Eine Nacht in Berlin
- 1913: Der Herr der Welt
- 1914: Coenen als Filmdichter
- 1914: Der Lumpenbaron
- 1914: Und der Mond lacht dazu
- 1916: Die Stricknadeln
- 1916: Das tanzende Herz
- 1916: Und die Gerechtigkeit fand den Weg
- 1918: Das Herz vom Hochland
- 1918: Das verwunschene Schloß
- 1918: Der Wilderer

### Regisseur
- 1916: Der Einäugige
- 1917: Der Klub der Einäugigen
- 1919: Das ewige Rätsel
- 1919: Die Ehe der Frau Mary
- 1919: Die Insel der Glücklichen
- 1919: Phantome des Lebens
- 1919: Wolkenbau und Flimmerstern
- 1919: Die blonde Loo
- 1920: Anna Maria
- 1920: Der Todesschacht
- 1921: Die Frau auf dem Dach
- 1921: Nattern
- 1921: Der Dolchstoß
- 1922: Die Auswanderer
- 1922: Die harten Köpfe

### Sonstiges
- 1917: Die Sündenkette (Bauten)
- 1918: Die Frauen des Josias Graffenreuth (Bauten)
- 1918: Harry wird Familienvater (Drehbuch)
- 1919: Der Weg, der zur Verdammnis führt, Teil 1: Das Schicksal der Aenne Wolter (Bauten)
- 1919: Der falsche Schein (Künstlerische Oberleitung)
- 1921: Mister Radleys Todessturz (Künstlerische Oberleitung)
- 1922: Mac Bluff, der Sportskönig (Produzent)